# Coupe d'Europe de rugby à XV 2010-2011
Navigation
H-Cup 2009-2010 H-Cup 2011-2012
La Coupe d'Europe de rugby à XV 2010-2011, la seizième, est aussi appelée Coupe Heineken selon le nom du sponsor de la compétition (ou H-Cup en France pour satisfaire à la loi Évin sur la publicité et le sponsoring dans le sport par les marques de tabac et d'alcools), oppose vingt-quatre clubs, provinces ou franchises, anglais, écossais, français, gallois, irlandais et italiens. La compétition se déroule du 8 octobre 2010 au 21 mai 2011 date de la finale disputée au Millennium Stadium de Cardiff. L'équipe du Leinster remporte la compétition face aux Northampton Saints sur le score de 33 à 22 dont 28 points de Jonathan Sexton. Les Irlandais font un retour incroyable en seconde période alors que les Anglais mènent 22 à 6 à la mi-temps. C'est le second titre de la province irlandaise après celui de 2009.

## Présentation

### Équipes en compétition
Les vingt-quatre équipes qualifiées sont réparties comme suit : les cinq premiers de Premiership et les Northampton Saints vainqueurs de la Coupe anglo-galloise, les sept premiers du Top 14, les trois meilleures franchises irlandaises, les quatre franchises galloises, les deux franchises écossaises et les deux équipes italiennes de la Celtic League. La liste complète des clubs participants est la suivante :
| - Aironi Rugby - Bath Rugby - Biarritz olympique - Cardiff Blues (Challenge européen) - Castres olympique - ASM Clermont (Top 14) | - Edinburgh Rugby - Glasgow Warriors - Leicester Tigers (Premiership) - Leinster - Scarlets - Munster | - London Irish - London Wasps - Newport Gwent Dragons - Northampton Saints (Coupe anglo-galloise) - Ospreys (Celtic League) - USA Perpignan | - Racing Métro 92 - Saracens - Stade toulousain (Coupe d'Europe) - RC Toulon - Benetton Trévise (Super 10) - Ulster |

### Tirage au sort
Les 24 équipes sont classées en fonction de leurs résultats lors des précédentes éditions des Coupes européennes (Heineken Cup et Challenge européen). Les six équipes les mieux classées sont tête de série. Par ailleurs, chaque pays ne peut avoir qu'une seule équipe par poule, à l'exception de la France qui cette année compte sept clubs. Le tableau suivant présente la répartition des équipes selon les quatre chapeaux avant le tirage au sort. Leur rang au classement européen est indiqué entre parenthèses.
| 1                      | 2                | 3                     | 4                          |
| Munster (1)            | London Wasps (7) | USA Perpignan (15)    | Newport Gwent Dragons (24) |
| Stade toulousain (2)   | ASM Clermont (9) | London Irish (16)     | Benetton Trévise (27)      |
| Leinster (3)           | Ospreys (10)     | Saracens (17)         | RC Toulon (28)             |
| Leicester Tigers (4)   | Northampton (11) | Ulster (19)           | Castres olympique (29)     |
| Biarritz olympique (5) | Bath Rugby (12)  | Glasgow Warriors (21) | Aironi Rugby (34)          |
| Cardiff Blues (6)      | Scarlets (13)    | Edinburgh Rugby (23)  | Racing Métro 92 (40)       |

### Format

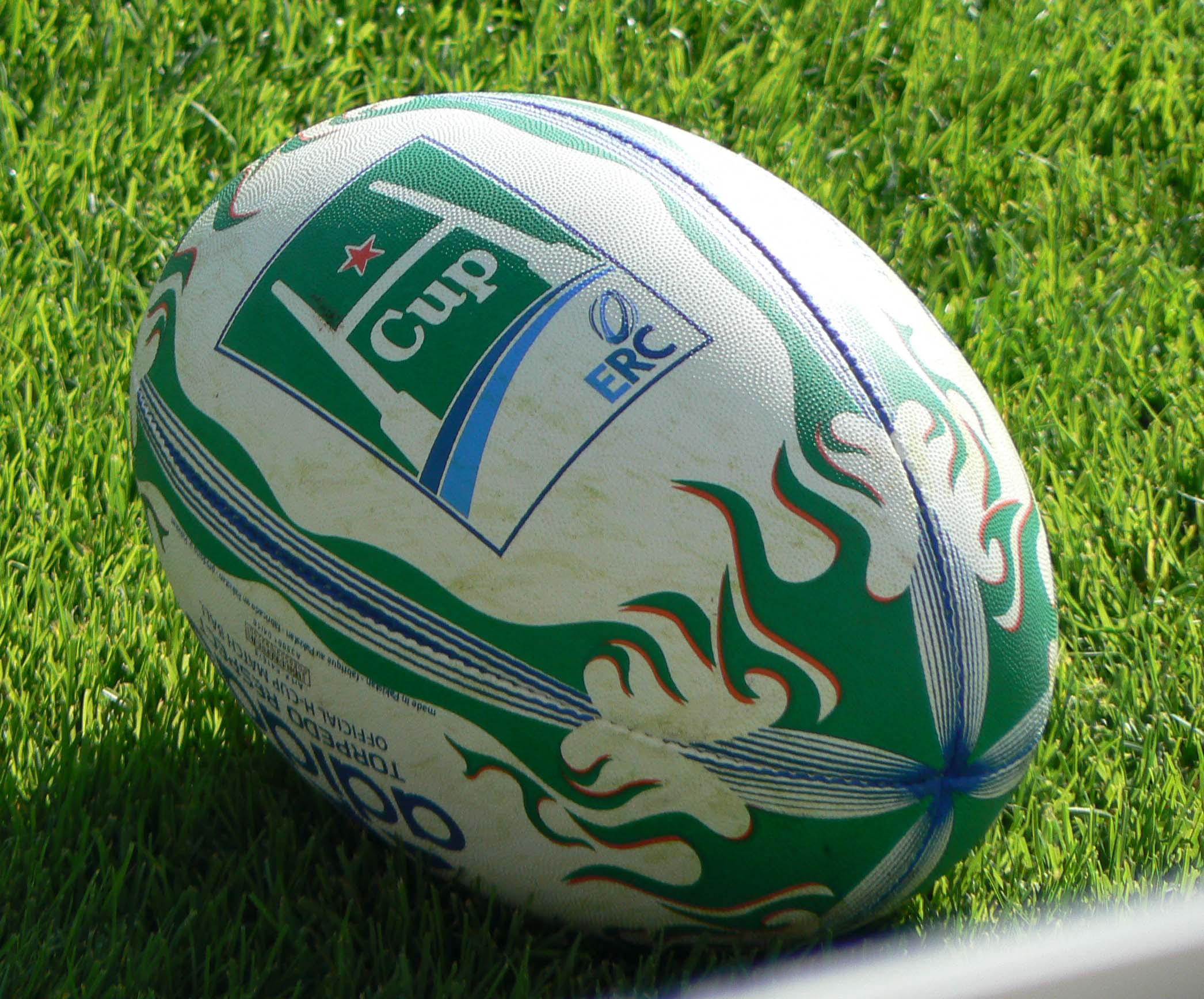
Le ballon de la Coupe d'Europe 2010-2011.

Les formations s'affrontent dans une première phase de groupes en matchs aller/retour (six matchs pour chacune des équipes soit douze rencontres par groupe). Quatre points sont accordés pour une victoire et deux pour un nul. De plus, un point de bonus est accordé par match aux équipes qui inscrivent au moins quatre essais et un point de bonus est octroyé au club perdant un match par sept points d'écart ou moins. Les six équipes arrivées en tête de leur poule, classées de 1 à 6, et les deux meilleurs deuxièmes, classées 7 et 8 sont qualifiées pour la seconde phase de la compétition. Les troisième, quatrième et cinquième meilleurs deuxièmes sont reversés au stade des quarts de finale du Challenge européen. Les oppositions en quarts de finale sont définies de la manière suivante : équipe 1 contre équipe 8, 2 contre 7, 3 contre 6 et enfin 4 contre 5. La suite de la compétition se fait par élimination directe à chaque tour.

## Première phase
Notations et règles de classement
Dans les tableaux de classement suivants, les différentes abréviations et couleurs signifient :
|  | Qualifié pour les quarts de finale. |
|  | Reversé en quart de finale du Challenge européen 2010-2011. |
|  | T : Tenant du titre 2010 Joués : matchs joués • V : victoires • N : matchs nuls • D : défaites • EM : essais marqués • EE : essais encaissés • BO : bonus offensif • BD : bonus défensif • PP : points marqués • PC : points encaissés • diff : Différence de points • Points : points de classement |

Attribution des points : victoire sur tapis vert : 5, victoire : 4, match nul : 2, défaite : 0, forfait : -2 ; plus les bonus (offensif : au moins 4 essais marqués ; défensif : défaite par 7 points d'écart ou moins).
Règles de classement :
- équipes dans la même poule : 1. points terrain ; 2. points terrain obtenus dans les matchs entre équipes concernées ; 3. nombre d'essais marqués dans les matchs entre équipes concernées ; 4. différence de points dans les matchs entre équipes concernées.
- équipes dans des poules différentes : 1. points terrain ; 2. nombre d'essais marqués ; 3. différence de points ; 5. nombre de joueurs obtenus un carton jaune et/ou suspendus ; 6. tirage à pile ou face.

### Poule 1
| \| Rang \| Équipe \| J \| V \| N \| D \| Em \| Ee \| Bo \| Bd \| Pm \| Pe \| Diff \| Pts \| \| ---- \| ------------------ \| - \| - \| - \| - \| -- \| -- \| -- \| -- \| --- \| --- \| ---- \| --- \| \| 1 \| Northampton Saints \| 6 \| 6 \| 0 \| 0 \| 16 \| 7 \| 1 \| 0 \| 155 \| 87 \| +68 \| 25 \| \| 2 \| Cardiff Blues \| 6 \| 3 \| 0 \| 3 \| 6 \| 8 \| 0 \| 2 \| 107 \| 113 \| -6 \| 14 \| \| 3 \| Castres olympique \| 6 \| 2 \| 0 \| 4 \| 10 \| 12 \| 0 \| 3 \| 105 \| 115 \| -10 \| 11 \| \| 4 \| Édimbourg Rugby \| 6 \| 1 \| 0 \| 5 \| 10 \| 15 \| 0 \| 4 \| 98 \| 150 \| -52 \| 8 \| |                    |   |   |   |   |    |    |    |    |     |     |      |     |
| Rang | Équipe             | J | V | N | D | Em | Ee | Bo | Bd | Pm  | Pe  | Diff | Pts |
| 1 | Northampton Saints | 6 | 6 | 0 | 0 | 16 | 7  | 1  | 0  | 155 | 87  | +68  | 25  |
| 2 | Cardiff Blues      | 6 | 3 | 0 | 3 | 6  | 8  | 0  | 2  | 107 | 113 | -6   | 14  |
| 3 | Castres olympique  | 6 | 2 | 0 | 4 | 10 | 12 | 0  | 3  | 105 | 115 | -10  | 11  |
| 4 | Édimbourg Rugby    | 6 | 1 | 0 | 5 | 10 | 15 | 0  | 4  | 98  | 150 | -52  | 8   |

| 8 octobre | Franklin's Gardens   | Northampton Saints | 18 - 14 | Castres olympique |
| 9 octobre | Cardiff City Stadium | Cardiff Blues      | 18 - 17 | Edinburgh Rugby   |

| 15 octobre | Stade Pierre-Antoine | Castres olympique | 27 - 20 | Cardiff Blues      |
| 16 octobre | Murrayfield Stadium  | Edinburgh Rugby   | 27 - 31 | Northampton Saints |

| 11 décembre | Franklin's Gardens   | Northampton Saints | 23 - 15 | Cardiff Blues   |
| 11 décembre | Stade Pierre-Antoine | Castres olympique  | 21 - 16 | Edinburgh Rugby |

| 19 décembre | Cardiff City Stadium | Cardiff Blues   | 19 - 23 | Northampton Saints |
| 20 décembre | Murrayfield Stadium  | Edinburgh Rugby | 24 - 22 | Castres olympique  |

| 14 janvier | Cardiff City Stadium | Cardiff Blues      | 14 - 9 | Castres olympique |
| 14 janvier | Franklin's Gardens   | Northampton Saints | 37 - 0 | Edinburgh Rugby   |

| 22 janvier | Stade Pierre-Antoine | Castres olympique | 12 - 23 | Northampton Saints |
| 22 janvier | Murrayfield Stadium  | Edinburgh Rugby   | 14 - 21 | Cardiff Blues      |

Leader par journée

### Poule 2
| Rang | Équipe          | J | V | N | D | Em | Ee | Bo | Bd | Pm  | Pe  | Diff | Pts |
| ---- | --------------- | - | - | - | - | -- | -- | -- | -- | --- | --- | ---- | --- |
| 1    | Leinster        | 6 | 5 | 0 | 1 | 21 | 9  | 3  | 1  | 179 | 104 | +75  | 24  |
| 2    | ASM Clermont    | 6 | 4 | 0 | 2 | 14 | 9  | 2  | 1  | 114 | 94  | +20  | 19  |
| 3    | Racing Métro 92 | 6 | 2 | 0 | 4 | 9  | 17 | 0  | 1  | 104 | 151 | -47  | 9   |
| 4    | Saracens        | 6 | 1 | 0 | 5 | 9  | 18 | 0  | 2  | 107 | 155 | -48  | 6   |

| 9 octobre | RDS Arena             | Leinster     | 38 - 22 | Racing Métro 92 |
| 9 octobre | Stade Marcel-Michelin | ASM Clermont | 25 - 10 | Saracens        |

| 16 octobre | Stade Yves-du-Manoir | Racing Métro 92 | 16 - 9  | ASM Clermont |
| 16 octobre | Wembley Stadium      | Saracens        | 23 - 25 | Leinster     |

| 11 décembre | Vicarage Road         | Saracens     | 21 - 24 | Racing Métro 92 |
| 12 décembre | Stade Marcel-Michelin | ASM Clermont | 20 - 13 | Leinster        |

| 17 décembre | Stade Yves-du-Manoir | Racing Métro 92 | 14 - 19' | Saracens     |
| 18 décembre | Aviva Stadium        | Leinster        | 24 - 8   | ASM Clermont |

| 14 janvier | Stade Marcel-Michelin | ASM Clermont | 28 - 17 | Racing Métro 92 |
| 15 janvier | RDS Arena             | Leinster     | 43 - 20 | Saracens        |

| 21 janvier | Stade Yves-du-Manoir | Racing Métro 92 | 11 - 36 | Leinster     |
| 21 janvier | Vicarage Road        | Saracens        | 14 - 24 | ASM Clermont |

Leader par journée

### Poule 3
| Rang | Équipe       | J | V | N | D | Em | Ee | Bo | Bd | Pm  | Pe  | Diff | Pts |
| ---- | ------------ | - | - | - | - | -- | -- | -- | -- | --- | --- | ---- | --- |
| 1    | RC Toulon    | 6 | 4 | 0 | 2 | 13 | 13 | 1  | 0  | 143 | 134 | +9   | 17  |
| 2    | Munster      | 6 | 3 | 0 | 3 | 17 | 9  | 2  | 2  | 143 | 122 | +21  | 16  |
| 3    | Ospreys      | 6 | 3 | 0 | 3 | 7  | 11 | 0  | 2  | 117 | 113 | +4   | 14  |
| 4    | London Irish | 6 | 2 | 0 | 4 | 9  | 13 | 0  | 1  | 107 | 141 | -34  | 9   |

| 9 octobre | Stade Mayol      | RC Toulon    | 19 - 14 | Ospreys |
| 9 octobre | Madejski Stadium | London Irish | 23 - 17 | Munster |

| 15 octobre | Liberty Stadium | Ospreys | 27 - 16 | London Irish |
| 16 octobre | Thomond Park    | Munster | 45 - 18 | RC Toulon    |

| 12 décembre | Thomond Park     | Munster      | 22 - 16 | Ospreys   |
| 12 décembre | Madejski Stadium | London Irish | 13 - 19 | RC Toulon |

| 18 décembre | Liberty Stadium | Ospreys   | 19 - 15 | Munster      |
| 18 décembre | Stade Mayol     | RC Toulon | 38 - 17 | London Irish |

| 16 janvier | Madejski Stadium | London Irish | 24 - 12 | Ospreys |
| 16 janvier | Stade Mayol      | RC Toulon    | 32 - 16 | Munster |

| 22 janvier | Thomond Park    | Munster | 28 - 14 | London Irish |
| 22 janvier | Liberty Stadium | Ospreys | 29 - 17 | RC Toulon    |

Leader par journée

### Poule 4
| Rang | Équipe             | J | V | N | D | Em | Ee | Bo | Bd | Pm  | Pe  | Diff | Pts |
| ---- | ------------------ | - | - | - | - | -- | -- | -- | -- | --- | --- | ---- | --- |
| 1    | Biarritz olympique | 6 | 4 | 0 | 2 | 16 | 9  | 4  | 2  | 140 | 85  | +55  | 22  |
| 2    | Ulster             | 6 | 5 | 0 | 1 | 15 | 8  | 2  | 0  | 145 | 93  | +52  | 22  |
| 3    | Bath Rugby         | 6 | 2 | 0 | 4 | 20 | 8  | 2  | 4  | 147 | 108 | +39  | 14  |
| 4    | Aironi Rugby       | 6 | 1 | 0 | 5 | 4  | 30 | 0  | 0  | 65  | 211 | -146 | 4   |

| 8 octobre  | Ravenhill Stadium     | Ulster     | 30 - 6  | Aironi Rugby       |
| 10 octobre | The Recreation Ground | Bath Rugby | 11 - 12 | Biarritz olympique |

| 16 octobre | Stadio Luigi Zaffanella    | Aironi Rugby       | 6 - 22  | Bath Rugby |
| 17 octobre | Parc des sports d'Aguiléra | Biarritz olympique | 35 - 15 | Ulster     |

| 11 décembre | Ravenhill Stadium       | Ulster       | 22 - 18 | Bath Rugby         |
| 11 décembre | Stadio Luigi Zaffanella | Aironi Rugby | 28 - 27 | Biarritz olympique |

| 17 décembre | Parc des sports d'Aguiléra | Biarritz olympique | 34 - 3  | Aironi Rugby |
| 18 décembre | The Recreation Ground      | Bath Rugby         | 22 - 26 | Ulster       |

| 15 janvier | The Recreation Ground | Bath Rugby | 55 - 16 | Aironi Rugby       |
| 15 janvier | Ravenhill Stadium     | Ulster     | 9 - 6   | Biarritz olympique |

| 22 janvier | Stadio Luigi Zaffanella    | Aironi Rugby       | 6 - 43  | Ulster     |
| 22 janvier | Parc des sports d'Aguiléra | Biarritz olympique | 26 - 19 | Bath Rugby |

Leader par journée

### Poule 5
| Rang | Équipe           | J | V | N | D | Em | Ee | Bo | Bd | Pm  | Pe  | Diff | Pts |
| ---- | ---------------- | - | - | - | - | -- | -- | -- | -- | --- | --- | ---- | --- |
| 1    | USA Perpignan    | 6 | 4 | 1 | 1 | 23 | 9  | 4  | 0  | 196 | 112 | +84  | 22  |
| 2    | Leicester Tigers | 6 | 4 | 1 | 1 | 25 | 10 | 3  | 1  | 215 | 118 | +97  | 22  |
| 3    | Scarlets         | 6 | 3 | 0 | 3 | 16 | 24 | 3  | 0  | 149 | 191 | -42  | 15  |
| 4    | Benetton Trévise | 6 | 0 | 0 | 6 | 11 | 32 | 0  | 1  | 109 | 248 | -139 | 1   |

| 9 octobre | Stadio Comunale di Monigo | Benetton Trévise | 29 - 34 | Leicester Tigers |
| 9 octobre | Parc y Scarlets           | Scarlets         | 43 - 34 | USA Perpignan    |

| 17 octobre | Stade Aimé-Giral     | USA Perpignan    | 35 - 14 | Benetton Trévise |
| 17 octobre | Welford Road Stadium | Leicester Tigers | 46 - 10 | Scarlets         |

| 11 décembre | Stade Aimé-Giral | USA Perpignan | 24 - 19 | Leicester Tigers |
| 11 décembre | Parc y Scarlets  | Scarlets      | 35 - 27 | Benetton Trévise |

| 18 décembre | Stadio Comunale di Monigo | Benetton Trévise | 15 - 38 | Scarlets      |
| 19 décembre | Welford Road Stadium      | Leicester Tigers | 22 - 22 | USA Perpignan |

| 15 janvier | Stadio Comunale di Monigo | Benetton Trévise | 9 - 44  | USA Perpignan    |
| 15 janvier | Parc y Scarlets           | Scarlets         | 18 - 32 | Leicester Tigers |

| 23 janvier | Welford Road Stadium | Leicester Tigers | 62 - 15 | Benetton Trévise |
| 23 janvier | Stade Aimé-Giral     | USA Perpignan    | 37 - 5  | Scarlets         |

Leader par journée

### Poule 6
| Rang | Équipe                | J | V | N | D | Em | Ee | Bo | Bd | Pm  | Pe  | Diff | Pts |
| ---- | --------------------- | - | - | - | - | -- | -- | -- | -- | --- | --- | ---- | --- |
| 1    | Stade toulousain      | 6 | 5 | 0 | 1 | 15 | 6  | 1  | 1  | 155 | 85  | +70  | 22  |
| 2    | London Wasps          | 6 | 4 | 0 | 2 | 13 | 6  | 2  | 1  | 145 | 106 | +39  | 19  |
| 3    | Glasgow Warriors      | 6 | 3 | 0 | 3 | 11 | 13 | 0  | 0  | 116 | 141 | -25  | 12  |
| 4    | Newport Gwent Dragons | 6 | 0 | 0 | 6 | 5  | 18 | 0  | 2  | 77  | 161 | -84  | 2   |

| 8 octobre  | Firhill Stadium | Glasgow Warriors | 21 - 13 | Newport Gwent Dragons |
| 10 octobre | Stadium         | Stade toulousain | 18 - 16 | London Wasps          |

| 16 octobre | Rodney Parade | Newport Gwent Dragons | 19 - 40 | Stade toulousain |
| 17 octobre | Adams Park    | London Wasps          | 38 - 26 | Glasgow Warriors |

| 10 décembre | Firhill Stadium      | Glasgow Warriors      | 16 - 28 | Stade toulousain |
| 12 décembre | Cardiff City Stadium | Newport Gwent Dragons | 16 - 23 | London Wasps     |

| 19 décembre | Adams Park          | London Wasps     | 37 - 10 | Newport Gwent Dragons |
| 21 décembre | Stade Ernest-Wallon | Stade toulousain | 36 - 10 | Glasgow Warriors      |

| 15 janvier | Stade Ernest-Wallon | Stade toulousain | 17 - 3  | Newport Gwent Dragons |
| 16 janvier | Firhill Stadium     | Glasgow Warriors | 20 - 10 | London Wasps          |

| 23 janvier | Adams Park    | London Wasps          | 21 - 16 | Stade toulousain |
| 23 janvier | Rodney Parade | Newport Gwent Dragons | 16 - 23 | Glasgow Warriors |

Leader par journée

## Phase finale
Les six premières et les deux meilleures deuxièmes sont qualifiées pour les quarts de finale. Les huit équipes sont classées de 1 à 8 pour obtenir le tableau des quarts de finale :
| Rang | Clubs                       | Pts | EM |
| ---- | --------------------------- | --- | -- |
| 1    | Northampton Saints          | 25  | 16 |
| 2    | Leinster                    | 24  | 21 |
| 3    | USA Perpignan               | 22  | 23 |
| 4    | Biarritz olympique          | 22  | 16 |
| 5    | Stade toulousain            | 22  | 15 |
| 6    | RC Toulon                   | 17  | 13 |
| 7    | Leicester Tigers (deuxième) | 22  | 25 |
| 8    | Ulster (deuxième)           | 22  | 15 |

### Tableau
|  | Quarts de finale                              | Quarts de finale                         |                    |    | Demi-finales                            | Demi-finales                            |  |  | Finale                                   | Finale                                   |
|  | Quarts de finale                              | Quarts de finale                         |                    |    | Demi-finales                            | Demi-finales                            |  |  | Finale                                   | Finale                                   |
|  |                                               |                                          |                    |    |                                         |                                         |  |  |                                          |                                          |
|  | 10 avril 2011, Stadium mk, Milton Keynes      | 10 avril 2011, Stadium mk, Milton Keynes |                    |    | 1er mai 2011, Stadium mk, Milton Keynes | 1er mai 2011, Stadium mk, Milton Keynes |  |  | 21 mai 2011, Millennium Stadium, Cardiff | 21 mai 2011, Millennium Stadium, Cardiff |
|  | 10 avril 2011, Stadium mk, Milton Keynes      | 10 avril 2011, Stadium mk, Milton Keynes |                    |    | 1er mai 2011, Stadium mk, Milton Keynes | 1er mai 2011, Stadium mk, Milton Keynes |  |  | 21 mai 2011, Millennium Stadium, Cardiff | 21 mai 2011, Millennium Stadium, Cardiff |
|  | Northampton Saints                            | 23                                       |                    |    | 1er mai 2011, Stadium mk, Milton Keynes | 1er mai 2011, Stadium mk, Milton Keynes |  |  | 21 mai 2011, Millennium Stadium, Cardiff | 21 mai 2011, Millennium Stadium, Cardiff |
|  | Northampton Saints                            | 23                                       |                    |    | 1er mai 2011, Stadium mk, Milton Keynes | 1er mai 2011, Stadium mk, Milton Keynes |  |  | 21 mai 2011, Millennium Stadium, Cardiff | 21 mai 2011, Millennium Stadium, Cardiff |
|  | Ulster                                        | 13                                       |                    |    | 1er mai 2011, Stadium mk, Milton Keynes | 1er mai 2011, Stadium mk, Milton Keynes |  |  | 21 mai 2011, Millennium Stadium, Cardiff | 21 mai 2011, Millennium Stadium, Cardiff |
|  | Ulster                                        | 13                                       | Northampton Saints | 23 |                                         |                                         |  |  | 21 mai 2011, Millennium Stadium, Cardiff | 21 mai 2011, Millennium Stadium, Cardiff |
|  | 9 avril 2011, Stade Lluís-Companys, Barcelone |                                          | Northampton Saints | 23 |                                         |                                         |  |  | 21 mai 2011, Millennium Stadium, Cardiff | 21 mai 2011, Millennium Stadium, Cardiff |
|  |                                               | USA Perpignan                            | 7                  |    |                                         |                                         |  |  | 21 mai 2011, Millennium Stadium, Cardiff | 21 mai 2011, Millennium Stadium, Cardiff |
|  | USA Perpignan                                 | USA Perpignan                            | 7                  | 29 |                                         |                                         |  |  | 21 mai 2011, Millennium Stadium, Cardiff | 21 mai 2011, Millennium Stadium, Cardiff |
|  | USA Perpignan                                 |                                          |                    | 29 |                                         |                                         |  |  | 21 mai 2011, Millennium Stadium, Cardiff | 21 mai 2011, Millennium Stadium, Cardiff |
|  | RC Toulon                                     | 25                                       |                    |    |                                         |                                         |  |  | 21 mai 2011, Millennium Stadium, Cardiff | 21 mai 2011, Millennium Stadium, Cardiff |
|  | RC Toulon                                     | 25                                       | Northampton Saints | 22 |                                         |                                         |  |  |                                          |                                          |
|  | 9 avril 2011, Aviva Stadium, Dublin           |                                          | Northampton Saints | 22 |                                         |                                         |  |  |                                          |                                          |
|  |                                               | Leinster                                 | 33                 |    |                                         |                                         |  |  |                                          |                                          |
|  | Leinster                                      | Leinster                                 | 33                 | 17 |                                         |                                         |  |  |                                          |                                          |
|  | Leinster                                      | 30 avril 2011, Aviva Stadium, Dublin     |                    | 17 |                                         |                                         |  |  |                                          |                                          |
|  | Leicester Tigers                              | 10                                       |                    |    |                                         |                                         |  |  |                                          |                                          |
|  | Leicester Tigers                              | 10                                       | Leinster           | 32 |                                         |                                         |  |  |                                          |                                          |
|  | 10 avril 2011, Stade d'Anoeta, San Sebastián  |                                          | Leinster           | 32 |                                         |                                         |  |  |                                          |                                          |
|  |                                               | Stade toulousain                         | 23                 |    |                                         |                                         |  |  |                                          |                                          |
|  | Biarritz olympique                            | Stade toulousain                         | 23                 | 20 |                                         |                                         |  |  |                                          |                                          |
|  | Biarritz olympique                            |                                          |                    | 20 |                                         |                                         |  |  |                                          |                                          |
|  | Stade toulousain                              | 27                                       |                    |    |                                         |                                         |  |  |                                          |                                          |
|  | Stade toulousain                              | 27                                       |                    |    |                                         |                                         |  |  |                                          |                                          |

### Quarts de finale
| 9 avril 2011 16:30 CET | USA Perpignan | 29 - 25 (6 - 11) | RC Toulon | Stade Lluís-Companys, Barcelone 55 000 spectateurs Arbitre : Alain Rolland |
| 9 avril 2011 16:30 CET | Essai(s) : Planté (51e), Freshwater (73e) Transformation(s) : Porical 2 (52e, 74e) Pénalité(s) : Porical 5 (30e, 37e, 42e, 62e, 68e) |                  | Essai(s) : Smith (39e), van Niekerk (53e), Cibray (80e) Transformation(s) : Wilkinson 2 (54e, 80e) Pénalité(s) : Wilkinson 2 (3e, 35e) | Stade Lluís-Companys, Barcelone 55 000 spectateurs Arbitre : Alain Rolland |
| 9 avril 2011 16:30 CET | |                  | | Stade Lluís-Companys, Barcelone 55 000 spectateurs Arbitre : Alain Rolland |

| 9 avril 2011 18:00 WET | Leinster                                                           | 17 - 10 (9 - 3) | Leicester Tigers                                                                  | Aviva Stadium, Dublin 49 762 spectateurs Arbitre : Nigel Owens |
| 9 avril 2011 18:00 WET | Essai(s) : Nacewa (48e) Pénalité(s) : Sexton 4 (3e, 15e, 36e, 73e) |                 | Essai(s) : Hawkins (76e) Transformation(s) : Flood (77e) Pénalité(s) : Flood (5e) | Aviva Stadium, Dublin 49 762 spectateurs Arbitre : Nigel Owens |
| 9 avril 2011 18:00 WET |                                                                    |                 |                                                                                   | Aviva Stadium, Dublin 49 762 spectateurs Arbitre : Nigel Owens |

| 10 avril 2011 14:00 WET | Northampton Saints | 23 - 13 (10 - 13) | Ulster                                                                                           | Stadium:mk, Milton Keynes 21 309 spectateurs Arbitre : Romain Poite |
| 10 avril 2011 14:00 WET | Essai(s) : Tonga'uiha (2e), Dickson (54e) Transformation(s) : Myler 2 (3e, 56e) Pénalité(s) : Myler 4 (40e, 48e, 64e) |                   | Essai(s) : Trimble (32e) Transformation(s) : Humphreys (33e) Pénalité(s) : Humphreys 2 (6e, 14e) | Stadium:mk, Milton Keynes 21 309 spectateurs Arbitre : Romain Poite |
| 10 avril 2011 14:00 WET | |                   |                                                                                                  | Stadium:mk, Milton Keynes 21 309 spectateurs Arbitre : Romain Poite |

| 10 avril 2011 17:30 CET | Biarritz olympique                                                           | 20 - 27 (a.p.) (0 - 17, 17 - 17, 17 - 20) | Stade toulousain | Stade d'Anoeta, San Sebastián 32 051 spectateurs Arbitre : Wayne Barnes |
| 10 avril 2011 17:30 CET | Essai(s) : Bolakoro (78e) Pénalité(s) : Yachvili 5 (41e, 46e, 57e, 68e, 97e) |                                           | Essai(s) : Heymans (15e), Médard (25e), Nyanga (97e) Transformation(s) : Skrela 2 (15e, 98e), Bézy (25e) Pénalité(s) : Skrela 2 (36e, 82e) | Stade d'Anoeta, San Sebastián 32 051 spectateurs Arbitre : Wayne Barnes |
| 10 avril 2011 17:30 CET |                                                                              |                                           | | Stade d'Anoeta, San Sebastián 32 051 spectateurs Arbitre : Wayne Barnes |

### Demi-finales
| 30 avril 2011 15:30 WET | Leinster | 32 - 23 (16 - 13) | Stade toulousain | Aviva Stadium, Dublin 50 073 spectateurs Arbitre : Dave Pearson |
| 30 avril 2011 15:30 WET | Essai(s) : Heaslip (31e), O'Driscoll (59e) Transformation(s) : Sexton 2 (31e, 60e) Pénalité(s) : Sexton 6 (11e, 15e, 42e, 49e, 55e, 80e+1) |                   | Essai(s) : Fritz (5e), Picamoles (44e) Transformation(s) : Skrela 2 (6e, 45e) Pénalité(s) : Skrela (37e), Bézy (76e) Drop(s) : Skrela (12e) | Aviva Stadium, Dublin 50 073 spectateurs Arbitre : Dave Pearson |
| 30 avril 2011 15:30 WET | |                   | | Aviva Stadium, Dublin 50 073 spectateurs Arbitre : Dave Pearson |

| 1er mai 2011 15:00 WET | Northampton Saints                                                                                               | 23 - 7 (20 - 7) | USA Perpignan                                              | Stadium mk, Milton Keynes 18 231 spectateurs Arbitre : George Clancy |
| 1er mai 2011 15:00 WET | Essai(s) : Foden (15e), Clark (30e) Transformation(s) : Myler 2 (17e, 30e) Pénalité(s) : Myler 3 (24e, 37e, 50e) |                 | Essai(s) : Guirado (38e) Transformation(s) : Porical (39e) | Stadium mk, Milton Keynes 18 231 spectateurs Arbitre : George Clancy |
| 1er mai 2011 15:00 WET | |                 |                                                            | Stadium mk, Milton Keynes 18 231 spectateurs Arbitre : George Clancy |

### Finale
| 21 mai 2011 15:00 WET | Northampton Saints                                                                                                 | 22 - 33 (22 - 6) | Leinster | Millennium Stadium, Cardiff 72 456 spectateurs Arbitre : Romain Poite |
| 21 mai 2011 15:00 WET | Essai(s) : Dowson (7e), Foden (31e), Hartley (39e) Transformation(s) : Myler 2 (8e, 32e) Pénalité(s) : Myler (21e) |                  | Essai(s) : Sexton 2 (44e, 53e), Hines (65e) Transformation(s) : Sexton 3 (46e, 53e, 66e) Pénalité(s) : Sexton 4 (14e, 36e, 57e, 61e) | Millennium Stadium, Cardiff 72 456 spectateurs Arbitre : Romain Poite |
| 21 mai 2011 15:00 WET | |                  | | Millennium Stadium, Cardiff 72 456 spectateurs Arbitre : Romain Poite |

Évolution du score   7-0, 7-3, 10-3, 17-3, 17-6, 22-6, mt, 22-13, 22-20, 22-23, 22-26, 22-33

## Statistiques
Les statistiques prennent en compte les matchs de la phase de poules et ceux de la phase finale.

### Meilleurs réalisateurs

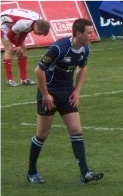
Jonathan Sexton (Leinster).
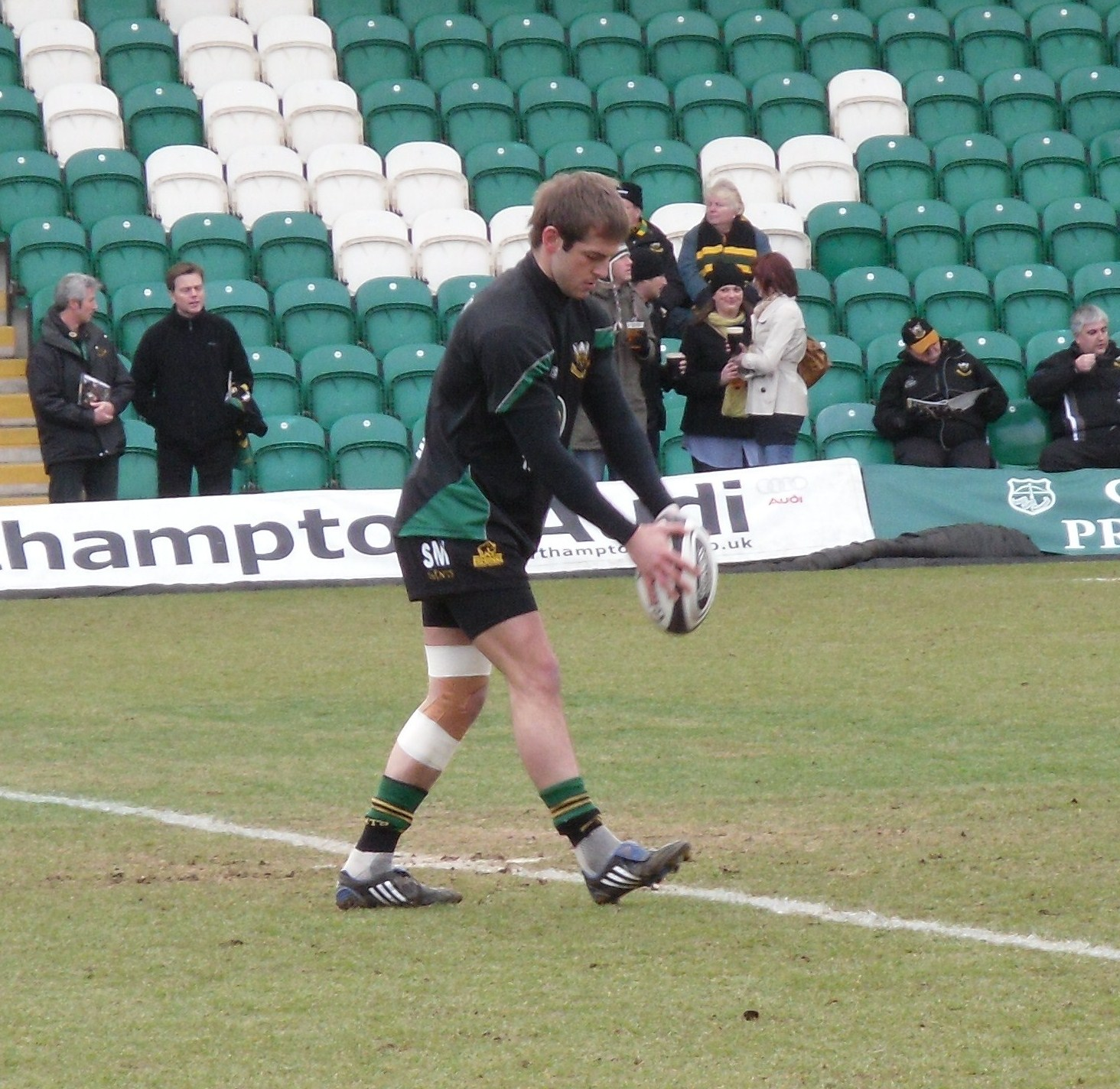
Stephen Myler (Northampton).
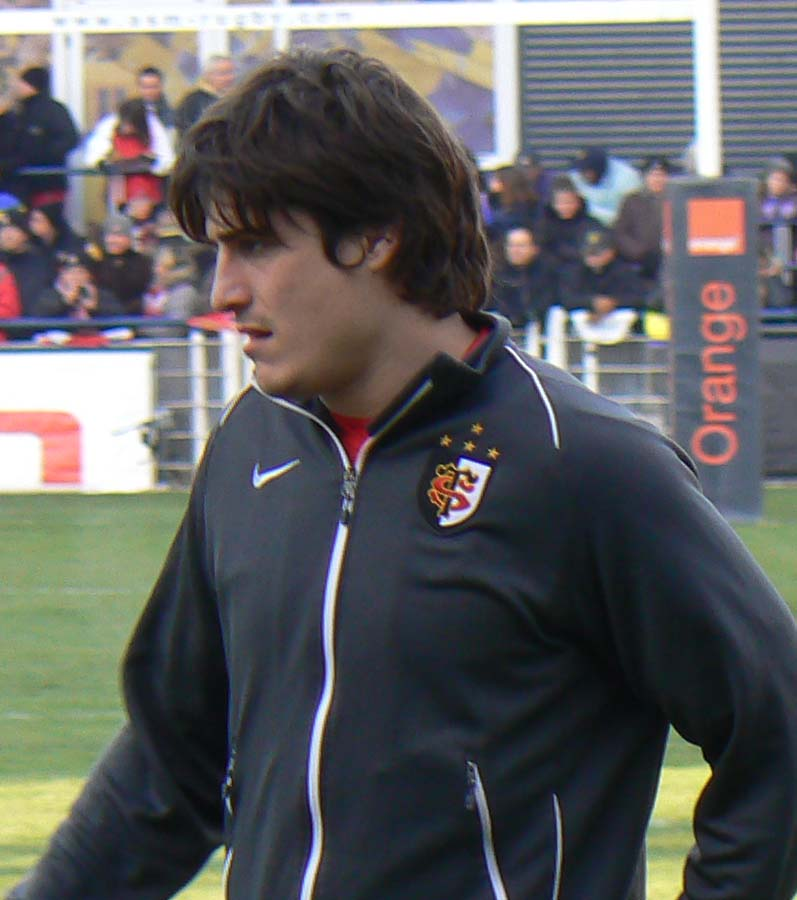
David Skrela (Toulouse).
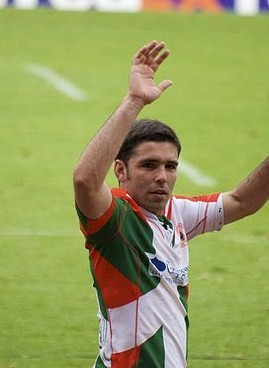
Dimitri Yachvili (Biarritz).

| Rang | Joueur           | Club               | Poste            | Points | Essais | Transf. | Pén. | Drops |
| ---- | ---------------- | ------------------ | ---------------- | ------ | ------ | ------- | ---- | ----- |
| 1    | Jonathan Sexton  | Leinster           | demi d'ouverture | 138    | 5      | 19      | 25   | 0     |
| 2    | Stephen Myler    | Northampton Saints | centre           | 101    | 0      | 13      | 24   | 1     |
| 3    | David Skrela     | Stade toulousain   | demi d'ouverture | 94     | 0      | 14      | 20   | 2     |
| 4    | Jérôme Porical   | USA Perpignan      | arrière          | 86     | 3      | 16      | 13   | 0     |
| 5    | Dimitri Yachvili | Biarritz olympique | demi de mêlée    | 80     | 1      | 12      | 17   | 0     |
| 6    | Ian Humphreys    | Ulster             | demi d'ouverture | 72     | 1      | 11      | 15   | 0     |
| 7    | Ruaridh Jackson  | Glasgow Warriors   | demi d'ouverture | 71     | 1      | 6       | 17   | 1     |
| 8    | Jonny Wilkinson  | RC Toulon          | demi d'ouverture | 70     | 0      | 8       | 17   | 1     |
| -    | Dave Walder      | London Wasps       | demi d'ouverture | 70     | 0      | 11      | 15   | 1     |
| 10   | Toby Flood       | Leicester Tigers   | demi d'ouverture | 69     | 0      | 15      | 13   | 0     |

### Meilleurs marqueurs

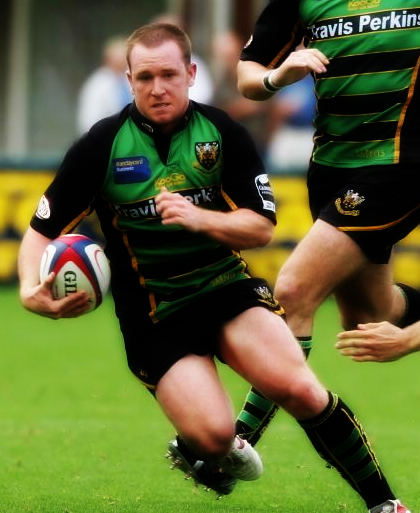
Paul Diggin (Northampton Saints)
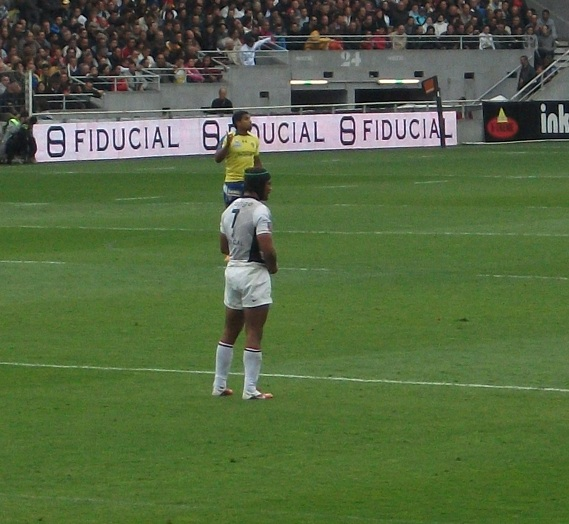
Thierry Dusautoir (Toulouse)
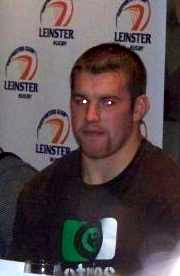
Sean O'Brien (Leinster)
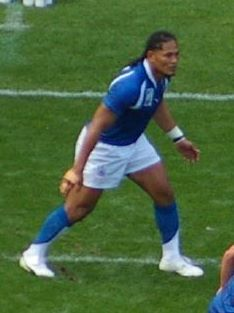
Alesana Tuilagi (Leicester)

| Rang | Joueur            | Club               | Poste                | Essais |
| ---- | ----------------- | ------------------ | -------------------- | ------ |
| 1    | Paul Diggin       | Northampton Saints | ailier               | 6      |
| 2    | Matt Banahan      | Bath Rugby         | ailier               | 5      |
| -    | Tommaso Benvenuti | Benetton Trévise   | ailier               | 5      |
| -    | Tom Biggs         | Bath Rugby         | ailier               | 5      |
| -    | Takudzwa Ngwenya  | Biarritz olympique | ailier               | 5      |
| -    | Jonathan Sexton   | Leinster           | demi d'ouverture     | 5      |
| 7    | Ben Foden         | Northampton Saints | arrière              | 4      |
| -    | Thierry Dusautoir | Stade toulousain   | troisième ligne aile | 4      |
| -    | Sean O'Brien      | Leinster           | troisième ligne aile | 4      |
| -    | Alesana Tuilagi   | Leicester Tigers   | ailier               | 4      |
| -    | Andrew Trimble    | Ulster             | ailier               | 4      |